# 宮城県道33号石巻河北線
宮城県道33号石巻河北線（みやぎけんどう33ごう いしのまきかほくせん）は、宮城県石巻市を通る県道（主要地方道）である。

## 概要

### 路線データ
- 実延長：9.7758 km[1]
- 起点：宮城県石巻市中央3丁目
- 終点：宮城県石巻市小船越

## 歴史
- 1976年（昭和51年）
  - 4月1日 - 県道河北石巻線の一部が、「石巻河北線」として建設省（現・国土交通省）から主要地方道の指定を受ける。（旧・河北石巻線の残部は河北桃生線として主要地方道に指定）[2]
  - 8月17日 - 起終点が逆転され、路線名が「河北石巻線」から「石巻河北線」に改められる。[3]
- 1993年（平成5年）
  - 5月11日 - 建設省から、県道石巻河北線が石巻河北線として主要地方道に指定される[4]。
  - 10月19日 - 県道番号が決定[5]され、従前の主要地方道51号[6]から、県道32号に変更される。（12月1日より施行）

## 地理

### 通過する自治体
- 石巻市

### 交差する道路
- 国道398号（石巻市中央3丁目、起点）
- 国道398号 石巻北部バイパス（石巻市大瓜棚橋上待井）
- 宮城県道30号河北桃生線（石巻市小船越、終点）

### 沿線の施設
- 石巻信用金庫本店
- 石巻市営旭町復興住宅
- ミヤコーバス石巻営業所
- 石巻専修大学
- 石巻市総合運動公園
- トゥモロービジネスタウン
- 石巻市立二俣小学校
- 石巻市追波川河川運動公園

### 交通量[7]
令和３年度・12時間交通量
- 石巻市東中里１丁目 - 10,536台
- 石巻市開成 - 7,001台
- 石巻市大森小待井下 - 4,942台